# Triboelektrický jev
Triboelektrický jev je typ kontaktní elektrifikace, při které určité materiály získávají elektrický náboj poté, co přijdou třením do kontaktu s jiným materiálem. Tento jev může způsobit například tření skla a kožešiny, nebo vlasů o hřeben. Většina statické elektřiny se kterou se každodenně setkáváme je způsobena triboelektrickým jevem. Polarita a síla náboje se liší v závislosti na použitém materiálu, drsnosti povrchu, teplotě, tlaku a dalších okolnostech.
Tento jev není příliš předvídatelný a můžeme vytvářet jen velmi obecné závěry. Například jantar může získat elektrický náboj třením s materiálem jako vlna. Tato vlastnost, poprvé zaznamenána Thalétem z Milétu, dala vzniknout slovu elektřina, z řeckého slova pro jantar - ēlektron. Další příklady materiálů, které mohou získat určitý náboj při tření, zahrnují ebonitovou tyč třenou liščím ohonem, sklo třené s hedvábím nebo pryž třená s kožešinou.

## Triboelektrické řady
Materiály jsou často uváděny v pořadí polarity přenosu náboje, když přijdou do kontaktu s jiným objektem. Čím větší je vzdálenost dvou materiálů v řadě, tím větší náboj mezi sebou vytvoří. Pokud se dva materiály nachází blízko sebe, předají si jen malý nebo žádný náboj. U kovů se podle nejnovějších testů vyskytují jen malé nebo neměřitelné rozdíly v elektronové afinitě.

## Příčina jevu
Ačkoli mluvíme o tření, stačí, aby oba materiály přišly do styku a přenesly elektrony. Po kontaktu vznikne kolem některých částí dvou povrchů chemická vazba (adheze) a náboj se přenáší z jednoho předmětu na druhý, za účelem vyrovnání elektrochemických potenciálů. To vytváří nerovnováhu celkového náboje mezi dvěma předměty. Když se oddělí, některé vazebné atomy mají tendenci držet elektrony navíc a jiné se naopak elektronů snaží zbavit, ačkoli nerovnováha bude částečně zrušena. Kromě toho mohou některé materiály mezi sebou vyměňovat ionty s odlišnou pohyblivostí nebo části větších molekul.
Triboelektrický jev souvisí s třením jenom v souvislosti s adhezí. Nicméně třením dvou materiálů se účinek o hodně zvyšuje kvůli častému dotýkaní a oddělování těchto materiálů. U materiálů s členitým povrchem může vlivem tření docházet k zahřívání, které způsobí buď znásobení přenosu náboje, nebo převrácení existující polarity. Nanoefekty na povrchu nejsou doposud plně objasněny, ale mikroskopie atomárních sil vykazuje výrazný pokrok v této oblasti fyziky. Protože povrch materiálu je nyní elektricky nabit – buď kladně, nebo záporně – jakýkoli kontakt s nenabitým vodivým předmětem nebo s předmětem s výrazně odlišným nábojem může způsobit vyrovnání elektrického náboje - výboj. Osoba pohybující se po koberci může nashromáždit náboj mnoha tisíc voltů, dostatečný pro vznik výboje delšího než centimetr. Nízká relativní vlhkost vzduchu zvyšuje napětí, při kterém dochází ke vzniku výboje tím, že roste schopnost izolačního materiálu udržet náboj a vlivem klesající vodivostí vzduchu, která brání disipaci nashromážděného náboje. Prosté svlékání nylonového oblečení může vytvořit výboj. Při cestování autem může docházet k hromadění náboje na řidiči a pasažérech kvůli tření mezi jejich oděvy a potahy sedadel. Tento náboj se může vybít jiskrou mezi karoserií auta, tankovací pistolí, kliky atd. Přestože karoserie auta také shromažďuje statický náboj, (funguje jako Faradayova klec), může se vybít přes uhlík v pneumatikách. Když zůstane auto po zaparkování nabité, může přeskočit jiskra mezi pasažéry a karoserií ve chvíli, kdy se dotknou země. Tento druh výboje je většinou neškodný, protože energie výboje ((V2 * C)/2) je velmi malá, za suchého počasí obvykle desetiny mikrojoulů a ve vlhkých podmínkách ještě mnohem méně. Nicméně tyto jiskry mohou vznítit hořlavé páry.

## Letectví a kosmonautika
Letící letadlo vytváří statický náboj třením vzduchu o povrch letadla. Statický náboj může být vybit statickými vybíječi.
NASA dodržuje takzvaný Triboelektrický zákon, podle kterého zruší start, pokud by startující stroj prolétal určitým typem oblačnosti. Průlet skrz výškovou oblačnost může vytvořit náboj, který ruší rádiovou komunikaci se strojem. To může bránit přenosu telemetrických údajů na zem, nebo pokud je to potřeba, vyslat signál ke stroji o zrušení letu.

## Příprava kávy
Při mletí kávových zrn vzniklý statický náboj způsobuje ulpívání kávových částic (namleté kávy) na mlýnku, dalších površích, a také volného poletování těchto částic. Efekt je tím vyšší, čím je káva více upražena (obsahuje méně vody) a čím je mletí kávy jemnější. Tedy u mletí na espresso je efekt nejvyšší. Navlhčením kávových zrn před mletím (např. použitím vodního rozprašovače) lze tento efekt umenšit (Ross Droplet Technique).

## Rizika a protiopatření

### Vznícení
Jev má významnou důležitost v průmyslu v oblasti bezpečnosti i potenciálního poškození výrobků. Statický výboj je zvláště nebezpečný u dopravníků zrní, kde může způsobit explozi prachu. Jiskra může vznítit hořlavé páry benzínu, éteru nebo methanu. Při velkoobjemové přepravě paliva, nebo při tankování letadel proto musí být cisterny vodivě propojeny před otevřením nádrže s palivem nebo kontaktem obsluhy s plnicí hubicí.

### Na pracovišti
Je nutné zajistit prostředky pro uzemnění vozíků přepravujících těkavé kapaliny, hořlavé plyny nebo kyslík v nemocnicích. Dokonce i tam, kde vzniká malý náboj, může dojít k tomu, že prachové částice jsou přitahovány k otíranému povrchu. Při výrobě textilu to může vést ke vzniku trvalých špinavých značek tam, kde dochází ke kontaktu látky s nashromážděným prachem vlivem statického náboje. Přitažlivost prachu může být snížena ošetřením izolačních ploch antistatickým čisticím prostředkem.

### Poškození elektroniky
Některá elektronická zařízení, zejména integrované obvody CMOS a tranzistory MOSFET mohou být neúmyslně zničeny statickým výbojem o vysokém napětí. Takové součásti jsou proto obvykle skladovány v ochranných vodivých obalech. Uzemnění pracovníka dotykem s pracovním stolem nebo použitím speciálního náramku je běžnou praxí při manipulaci s nezapojenými integrovanými obvody. Jiný způsob odstranění náboje je použitím vodivých materiálů, například pryžových matrací plněných sazemi v operačních sálech.
Zařízení obsahující citlivé součásti musí být chráněna před běžným použitím, instalací a odpojením, čehož je dosaženo vestavěnou ochranou na externích konektorech podle potřeby. Těmi mohou být optoizolátory, méně citlivé tranzistory a statické obchvaty na bázi varistorů z kovových oxidů.